# Entidade das Contas e Financiamentos Políticos
A Entidade das Contas e Financiamentos Políticos é um órgão independente que funciona junto do Tribunal Constitucional. Tem como principal atribuição coadjuvar tecnicamente o Tribunal Constitucional na apreciação e fiscalização das contas anuais dos partidos políticos e das contas das campanhas eleitorais para todos os órgãos políticos electivos (nacionais, regionais e locais).

## História e organização
Fundada em 30 de janeiro de 2005, a Entidade das Contas e Financiamentos Políticos é constituída por um Presidente e dois vogais, sendo um destes revisor oficial de contas. São eleitos pelo plenário do Tribunal Constitucional, sob proposta do Presidente deste Tribunal, para um mandato de quatro anos, renovável uma vez.  
De 2017 até 2021 foi Presidente da Entidade das Contas e Financiamentos Políticos José Figueiredo Dias. Eleito em 6 de julho de 2017, para um mandato de quatro anos, tomou posse em 3 de outubro de 2017. Cessou funções a 12 de outubro de 2021, quando tomou posse como juiz do Tribunal Constitucional.

## Composição
A atual composição da Entidade das Contas e Financiamentos Políticos é a seguinte:
- Presidente — Carla Maria Matias Cardador (desde 18 de outubro de 2023)
- Vogal — Mafalda Falcão de Bettencourt (desde 9 de agosto de 2024)
- Vogal — João José Barragán Pires (desde 24 de julho de 2024)

## Presidentes
1. José Miguel Antunes Fernandes (30 de janeiro de 2005 – 13 de novembro de 2008), renunciou ao cargo[5][6]
2. Maria Margarida do Rego da Costa Salema d’Oliveira Martins (16 de fevereiro de 2009 – 2 de outubro de 2017)[7]
3. José Eduardo de Oliveira Figueiredo Dias (3 de outubro de 2017 – 12 de outubro de 2021)[8]
4. Maria de Fátima Mata-Mouros de Aragão Soares Homem (2 de novembro de 2021 – 31 de agosto de 2023)[9]
5. Carla Maria Matias Cardador (18 de outubro de 2023 – presente)[4]